# Santiago Challenger II 1998
Il Santiago Challenger II 1998, noto anche come Cerveza Cristal, è stato un torneo di tennis facente parte della categoria ATP Challenger Series nell'ambito dell'ATP Challenger Series 1998. È stata la seconda e ultima edizione del torneo, si è giocato a Santiago in Cile dal 7 al 13 dicembre 1998 su campi in terra rossa.

## Vincitori

### Singolare
Gastón Gaudio ha battuto in finale  Karim Alami con il punteggio di 6–2, 3–6, 6–4

### Doppio
Enzo Artoni /  Federico Browne hanno battuto in finale  Hermes Gamonal /  Ricardo Schlachter con il punteggio di 6–2, 6–4